# Рейхстаг (здание)

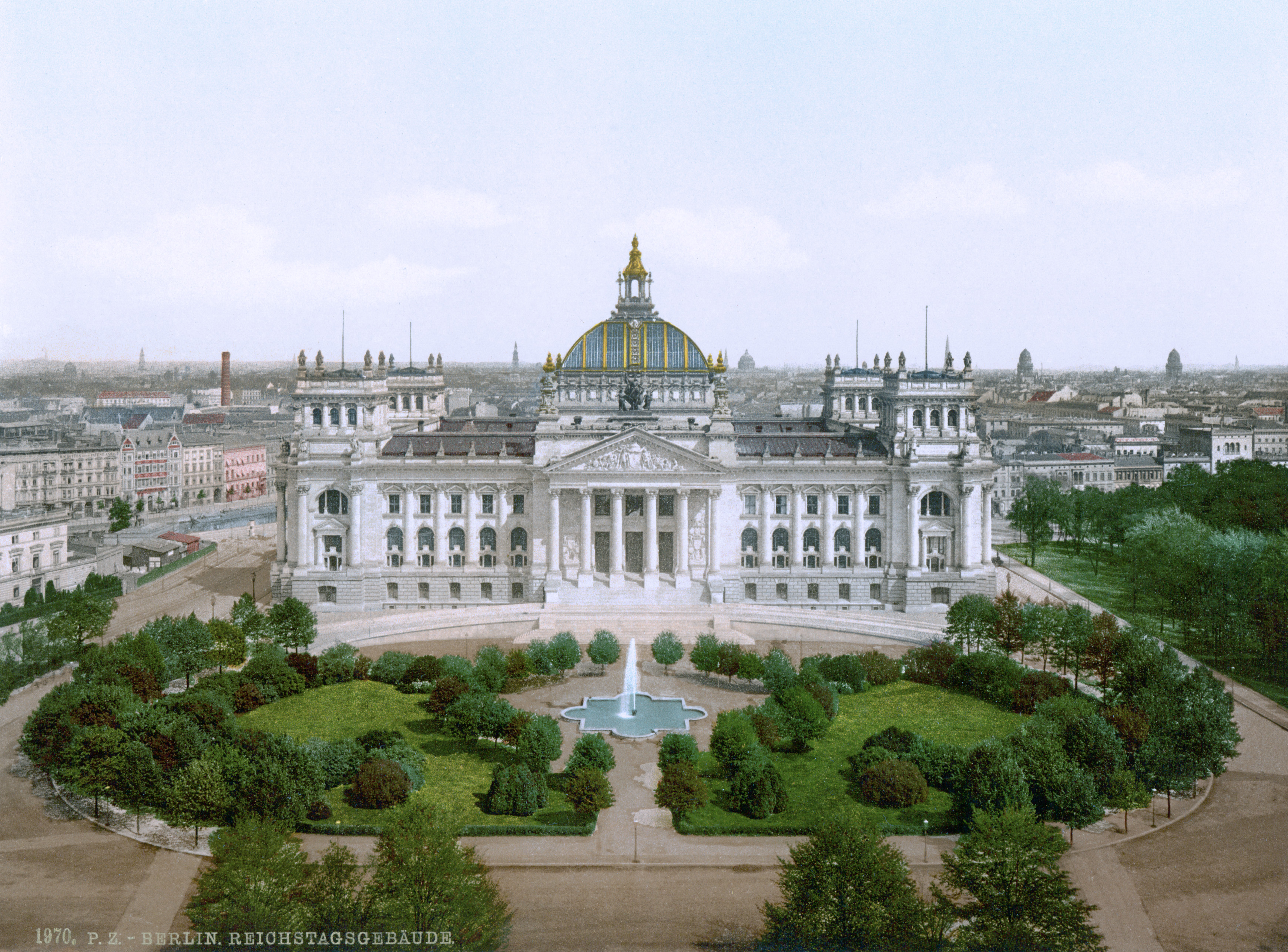
Рейхстаг. Начало XX века

Здание рейхста́га, или Рейхстаг (Reichstagsgebäudeо файле — «здание имперского собрания»), — историческое здание в Берлине, где в 1894—1933 годах заседал одноимённый государственный орган Германии — рейхстаг Германской империи и рейхстаг Веймарской республики, находится на площади Республики.
В 1945 году Рейхстаг не имел никакого военного значения, но, по словам Г. К. Жукова, при штурме Берлина советские войска должны были иметь «заметную цель». Этой целью, которую одобрил И. В. Сталин, стало крепостеобразное здание с куполом и четырьмя башнями у сгоревшего парка Тиргартен. Над Рейхстагом было водружено Знамя Победы.
С 1999 года в реконструированном здании рейхстага размещается бундестаг. Здание является самым посещаемым зданием парламента в мире.

## История
Здание построено по проекту франкфуртского архитектора Пауля Валлота в стиле неоренессанса. Первый камень в основание здания германского парламента заложил 9 июня 1884 года кайзер Вильгельм I. Строительство продолжалось десять лет и завершилось уже при кайзере Вильгельме II. Строительные работы обошлись в 24 млн рейхсмарок из наложенной на Францию контрибуции после Франко-прусской войны
Здание было оборудовано по последнему слову техники: собственный электрогенератор, двойное остекление окон, центральное отопление с датчиками температуры, водопровод, туалетные комнаты, пневматическая почта, телефоны, электрические вентиляторы. Все это наглядно демонстрировало достижения немецкой инженерно-технической мысли тех лет.

#### Пожар 1933 года
Вечером 27 февраля 1933 года части Рейхстага, особенно пленарный зал и прилегающие к нему помещения, сильно пострадали в результате поджога. Национал-социалисты обвинили в поджоге коммунистов и использовали его для того, чтобы получить чрезвычайные полномочия и расправиться с политическими противниками. Редкие заседания рейхстага, утратившего всякое политическое значение, происходили в Кролль-опере, а в 1942 году и вовсе прекратились. Однако большинство помещений Рейхстага не пострадали от огня, и в них до начала 1939 года располагались администрация рейхстага и библиотека.
Сгоревший купол Рейхстага был слегка отремонтирован, тогда как пострадавший от пожара пленарный зал и прилегающие к нему помещения ремонтировать не стали.
С 1935 года в здании проводились различные пропагандистские выставки. Какое-то время в нём хранились модели «Столицы мира Германии».

#### Во времяВторой мировой войны
В 1941 году угловые башни Рейхстага были переоборудованы под зенитные башни. Во время войны почти все окна замуровали, и здание служило бомбоубежищем. AEG производило в нём электронные лампы. В Рейхстаге также был обустроен госпиталь, а в его подвальные помещения переехало родильное отделение клиники «Шарите».

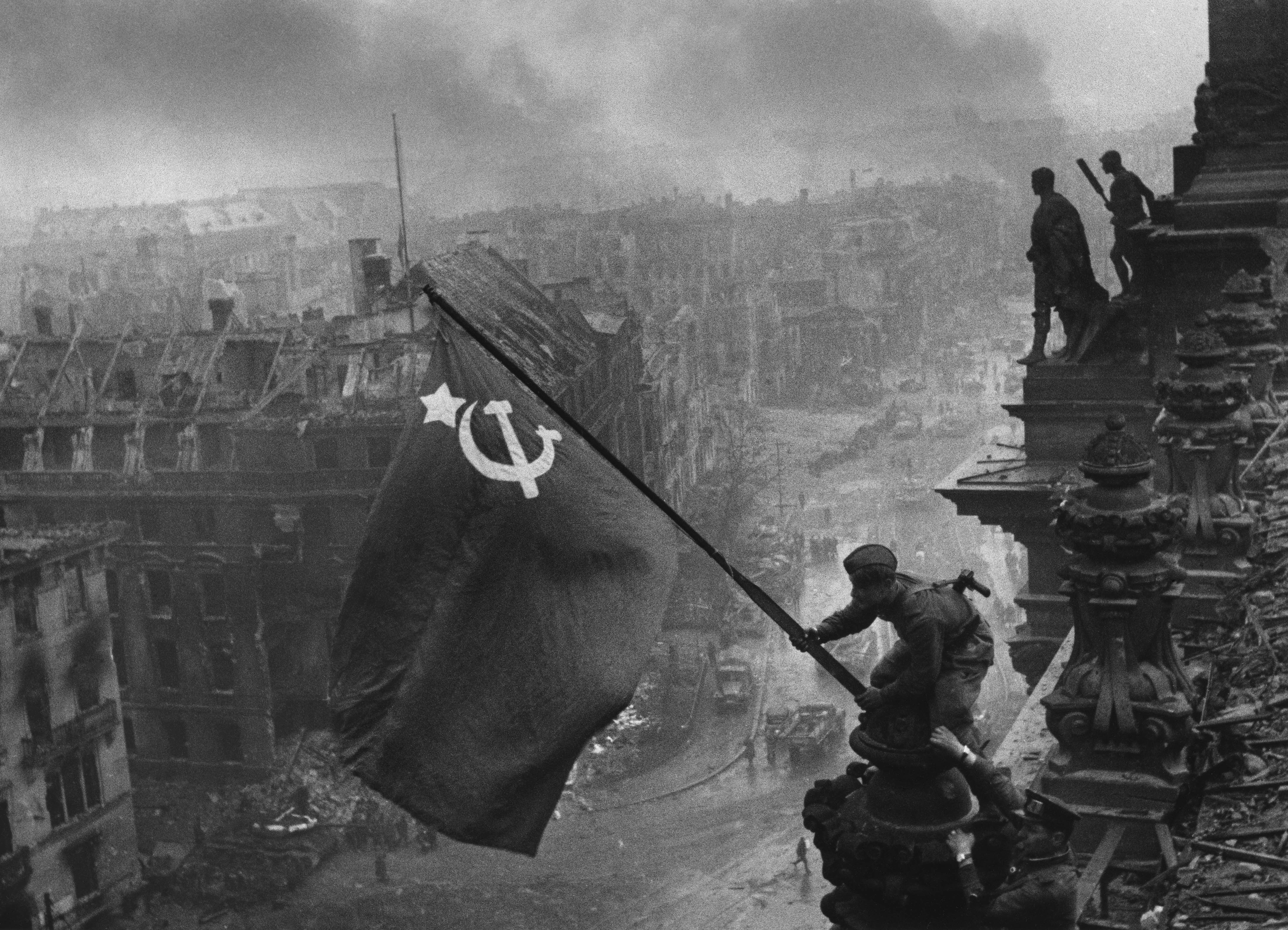
Солдат Красной армии водружает флаг СССР на крыше Рейхстага, 1945 год. Фотография сделана Е. А. Халдеем

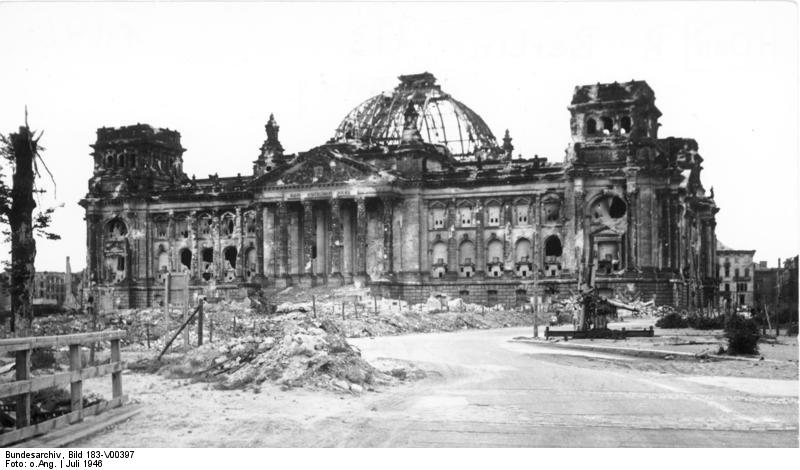
Здание рейхстага. Июль 1946 года

В последние дни войны в ходе штурма Берлина вокруг Рейхстага, объявленного[кем?] главным символом нацистской Германии, велись ожесточённые бои.

##### Знамя Победы
30 апреля 1945 года в 18 часов 30 минут первый штурмовой красный флаг над Рейхстагом водрузили 21-летний лейтенант Рахимжан Кошкарбаев и 19-летний рядовой Григорий Булатов из разведгруппы лейтенанта Сорокина.
В ночь на 1 мая на Рейхстаге в разных местах были водружены ещё несколько алых полотнищ, впоследствии уничтоженных в ходе боёв. Четвёртое по счёту полотнище, установленное рано утром 1 мая, вошло в историю как Знамя Победы. На стенах Рейхстага советские солдаты начертали множество надписей, часть из которых была оставлена при реставрациях здания.

#### Послевоенное время и период разделённой Германии
В первое послевоенное десятилетие здание рейхстага, оказавшееся в западной части Берлина, находилось в полуразрушенном состоянии. В 1954 году из-за угрозы обрушения остатки купола взорвали. Вскоре было решено провести ремонт, но в условиях разделённой Германии никто не знал, в каких целях использовать здание.
Ремонтные работы затянулись до 1973 года. Западногерманский архитектор Пауль Баумгартен, выигравший конкурс, отказался от восстановления купола, а также удалил множество резных и штукатурных украшений в стиле неоренессанса и необарокко, ссылаясь на то, что они и так сильно пострадали во время войны и постепенно разрушались.
Внутренние стены были облицованы белыми панелями, которые скрыли следы боёв, а также автографы советских солдат, тем самым сохранив их для будущего.
Пленарный зал был восстановлен с расчётом на воссоединение Германии, чтобы хватило места всем депутатам. В некоторых помещениях была размещена историческая экспозиция, посвящённая истории здания. В 1971 году страны-победительницы приняли новое Четырёхстороннее соглашение по Берлину. Оно воспрепятствовало планам проводить некоторые пленарные заседания бундестага в здании рейхстага. Однако там иногда проводились собрания фракций и слушания комиссий, на которые депутаты прилетали из Бонна. Эти мероприятия носили скорее символический характер, демонстрируя стремление ФРГ объединить страну.

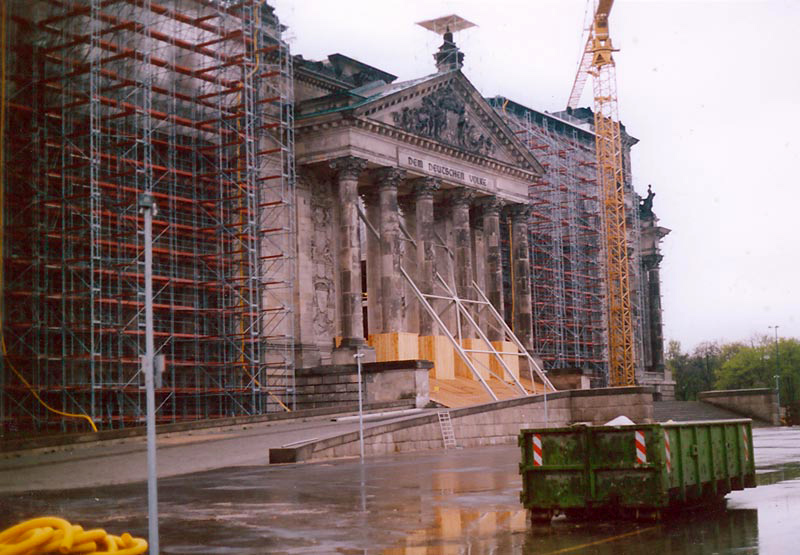
Реставрационные работы. 1995

#### Воссоединение Германии
4 октября 1990 года, на следующий день после фактической даты объединения Германии, в Рейхстаге состоялось первое заседание первого общегерманского бундестага. 20 июня 1991 года бундестаг в Бонне 338 голосами против 320 принял решение о переезде в Берлин в здание рейхстага. В 1993 году после проведения конкурса реконструкция Рейхстага была поручена английскому архитектору лорду Норману Фостеру. 8 мая 1995 года он представил окончательный проект купола, который был утвержден членами бундестага. Норману Фостеру удалось сохранить исторический вид здания рейхстага и одновременно создать помещение для современного парламента, открытого по отношению к внешнему миру.

## Архитектура

### Купол
См. также: Купол Рейхстага

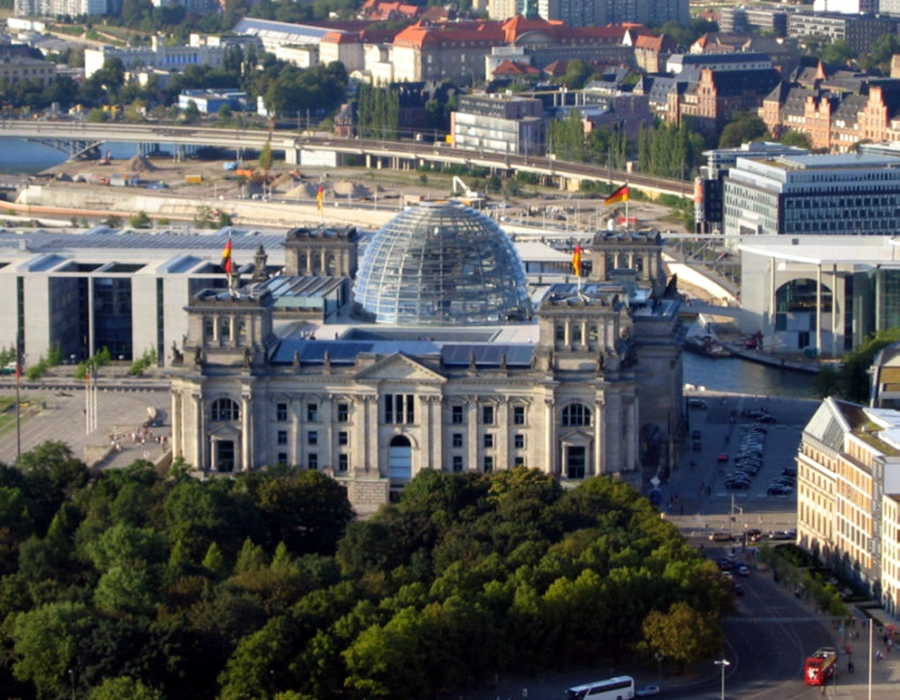
Здание рейхстага со стеклянным куполом

Проект изначально предполагал плоскую крышу — навес над зданием. Но в таком виде здание рейхстага лишилось бы своего символа величия и единения. В 1999 году свет увидел новый грандиозный купол из стекла и стали диаметром 40 м и высотой 23,5 м, который реализовал британский архитектор лорд Норман Фостер.
На крышу Рейхстага от западного портала поднимаются два больших лифта. Террасой возвышается прозрачный купол. Две круговые рампы спирального вида, протяжённостью 230 м, выводят на смотровую площадку, оборудованную под вершиной купола. Оттуда с высоты более 40 м открывается взору круговая панорама Берлина. Эта воронка тянется вверх из пленарного зала и расширяется до 16 м в диаметре. Завораживает необыкновенная игра света, вызванная отражениями 360 зеркал. Особое зеркальное покрытие способно не только отражать, но и пропускать свет.
Зеркальные панели оснащены специальными фильтрами, управляемыми компьютерными программами. С их помощью, в зависимости от времени года и погодных условий, регулируется количество дневного света, пропускаемого в пленарный зал. Внутри воронки заключена вентиляционная шахта пленарного зала. Выходящий из неё воздух пропускается через специальную систему теплообмена, что позволяет снизить расходы энергии. Таким образом, купол и конус представляют собой не только восхитительный архитектурный элемент, но и также являются частью экологичной автономной энергосистемы.

### Структура
Здание разделено на уровни по принципу прозрачности и целесообразности. В подвале и на первом этаже размещены структуры парламентского секретариата, а также технические устройства и системы жизнеобеспечения. Выше находится пленарный уровень с большим залом заседаний, над которым располагается уровень для посетителей. Ещё выше находится уровень президиума, над ним находится фракционный уровень и, наконец, крыша-терраса и впечатляющий купол здания.
Прозрачность здания обеспечивается современными строительными материалами: лёгкие стальные конструкции и большие застеклённые площади, декоративный бетон, матово-белый или бежевый природный камень придают массивному зданию серебристый оттенок. Для ориентации используется цветовая концепция датского художника Пера Арнольди: двери каждого уровня выкрашены в определённый цвет.

### Надписи советских солдат
Вопрос о сохранении надписей советских солдат на Рейхстаге обсуждался в 1990-е годы при его реконструкции (при этом на начальной стадии реконструкции были обнаружены надписи, скрытые во время предыдущего ремонта в 1960-е годы).
В 1996 году были убраны надписи непристойного содержания и оставлены только 159 граффити. В 2002 году вопрос об удалении надписей ставился в бундестаге, но большинством голосов предложение было отклонено. Почти все они находятся в помещениях, доступных только с экскурсоводом по записи.
Наверху, на правом фронтоне с внутренней стороны сохранена надпись: «Астрахань Макаров». На внутренней стороне левого фронтона также сохранены следы от пуль.

Знамя Победы над Рейхстагом (фото Халдея)
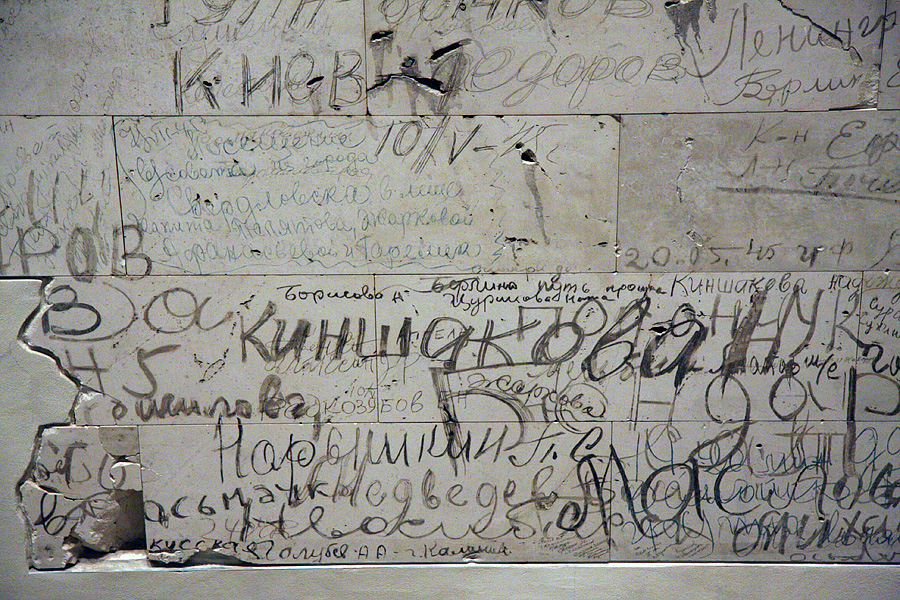
Надписи советских солдат
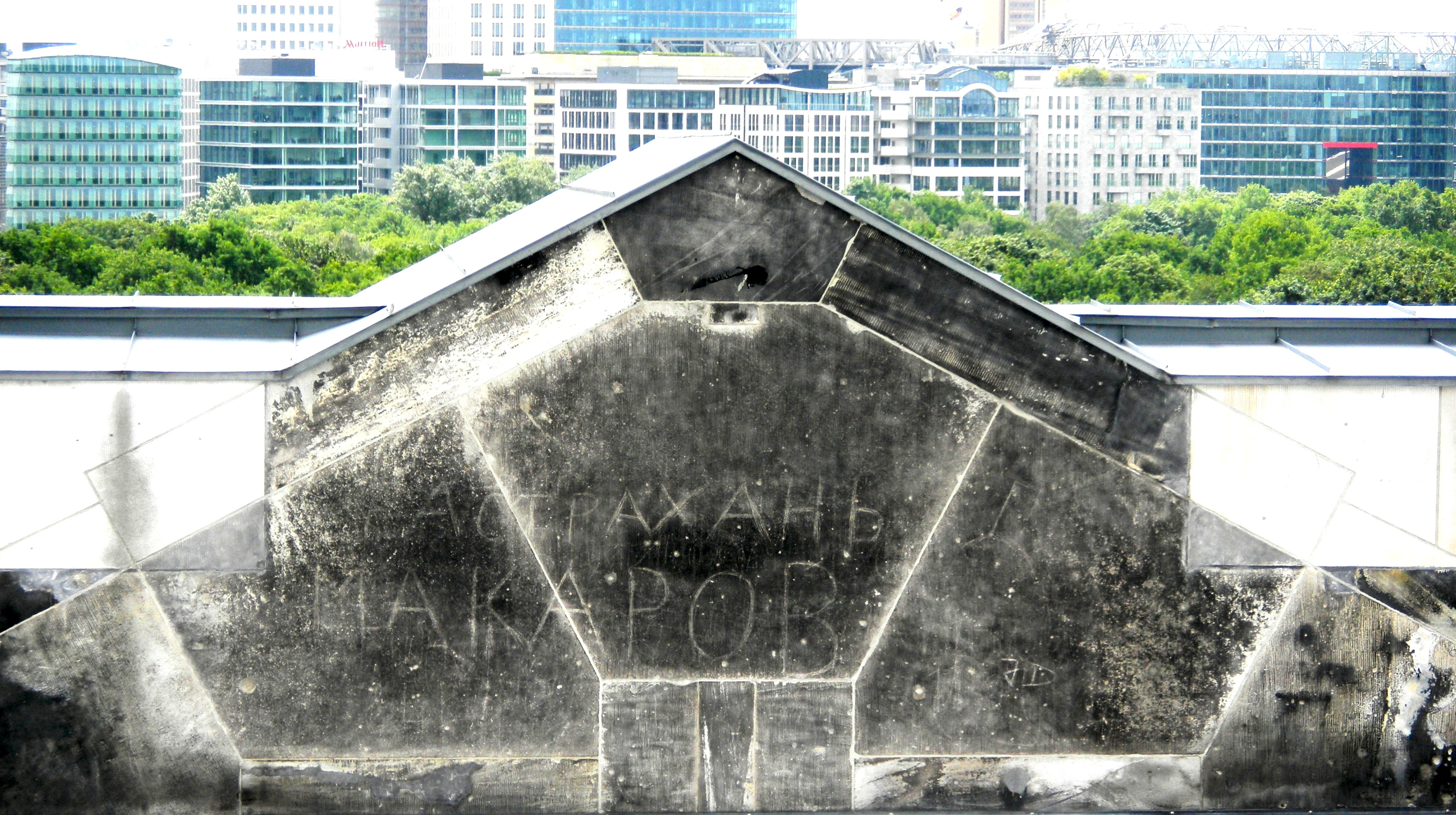
Сохранившаяся надпись «Астрахань Макаров»
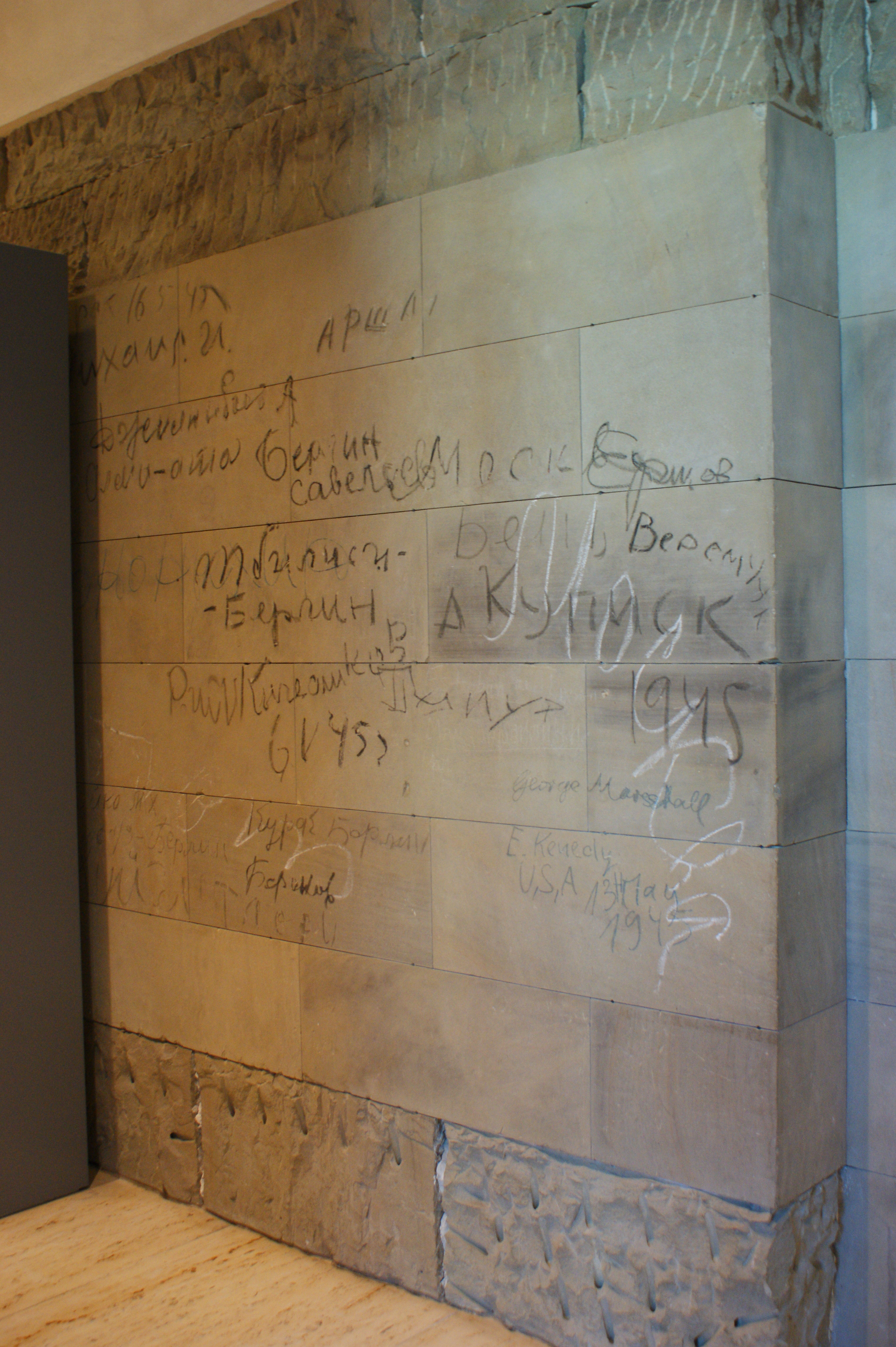
Одна из стен с надписями, оставленными при реконструкции Рейхстага

## Современное состояние
Сегодня здание рейхстага — одна из туристических достопримечательностей Берлина. До ноября 2010 года в купол здания и на смотровую площадку на крыше был открыт свободный доступ. Однако в связи с повышенной террористической угрозой со стороны исламистов здание было обнесено временными металлическими заграждениями, а купол закрыт для туристов. В настоящее время купол открыт для посещения туристов по предварительной записи, в том числе на сайте бундестага, а также по почте и в специальном офисе неподалёку от Рейхстага. На различные способы записи выделяются отдельные квоты. Так, например, обычным явлением бывает, что квота на сайте на определённую дату исчерпана, а места по квоте по записи в офисе всё ещё доступны. Также проводятся экскурсии по зданию, выставки, существует возможность посещения заседаний бундестага. Посещения бесплатны, включая аудиогид на различных языках по выбору, в том числе на русском.
Германский бундестаг является самым посещаемым парламентом в мире. C 2002 по 2016 год служба посетителей бундестага обслужила 35,3 млн гостей, включая посетителей купола.
В 1992 году у здания рейхстага был открыт памятник 96 депутатам рейхстага, убитым нацистами.

## Здание рейхстага в современной культуре

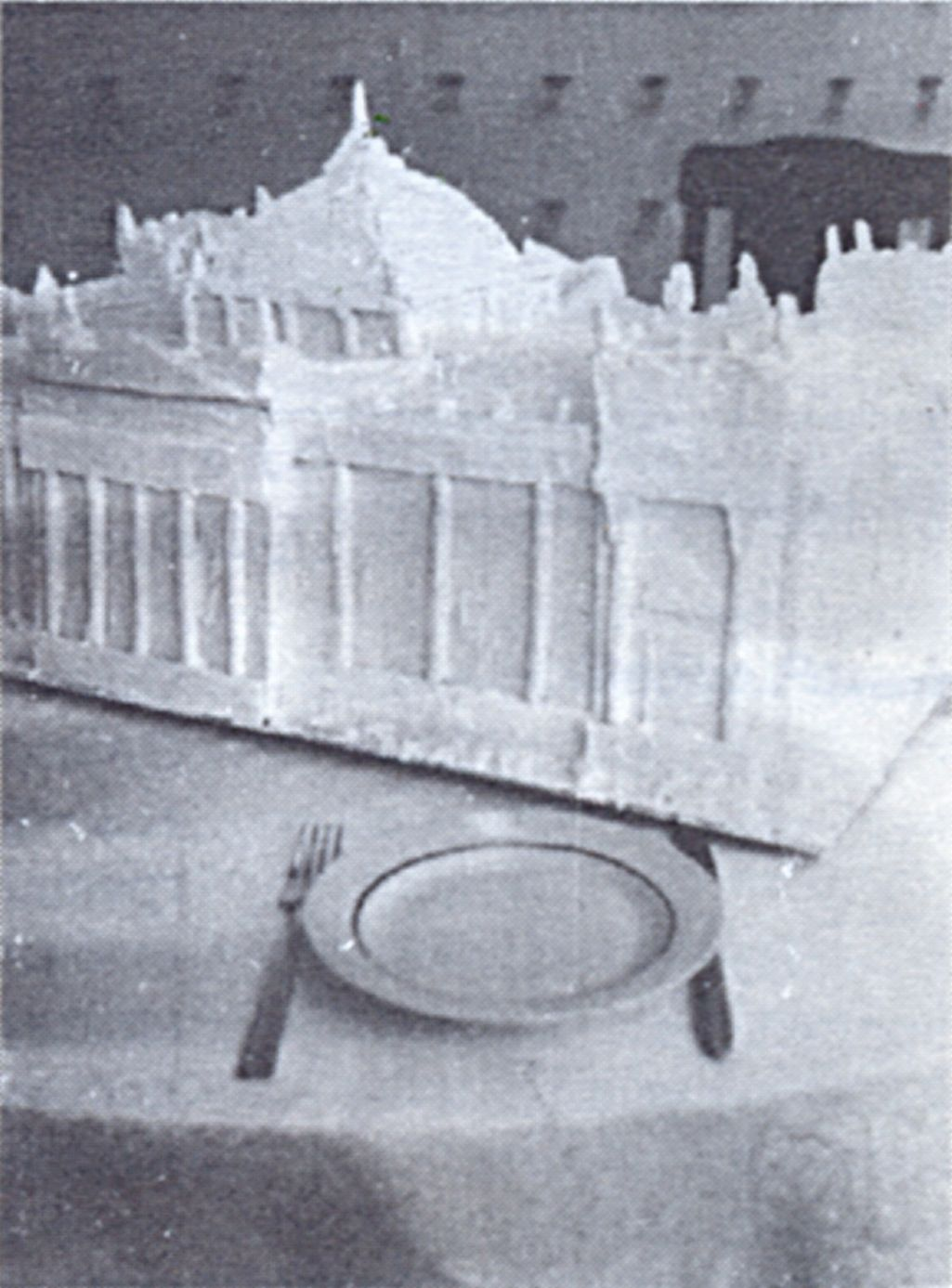
А. Кисляков, Ю. Шабельников.
Два приношения: горькое и сладкое. 1995

- В мае 1995 года российские художники Александр Кисляков и Юрий Шабельников создали инсталляцию «Два приношения: горькое и сладкое», центральным элементом которой являлся огромный торт, выполненный в виде уменьшенной копии здания рейхстага[15].
- 24 июня 1995 года перед началом реконструкции американский скульптор и художник болгарского происхождения Христо Явашев «упаковал» здание рейхстага в ткань, создав настоящее произведение искусства, которое привлекло около 5 млн посетителей.
- В 2017 году в парке «Патриот» в Кубинке был построен макет здания рейхстага для тренировок юнармейцев.